# Nurkozha Kaipanov
Nurkozha Kaipanov (en kazajo: Нұрқожа Қайпанов; 21 de junio de 1998) es un deportista kazajo que compite en lucha libre. Ganó dos medallas en el Campeonato Mundial de Lucha, en los años 2019 y 2024, ambas en la categoría de 70 kg.

## Palmarés internacional
| Campeonato Mundial | Campeonato Mundial     | Campeonato Mundial | Campeonato Mundial |
| Año                | Lugar                  | Medalla            | Categoría          |
| ------------------ | ---------------------- | ------------------ | ------------------ |
| 2019               | Nursultán (Kazajistán) | Medalla de plata   | 70 kg              |
| 2024               | Tirana (Albania)       | Medalla de oro     | 70 kg              |